# Dounreay
Dounreay est à la fois le nom d'un château en ruine situé sur la côte de Caithness au nord de l'Écosse dans la région des Highlands et d'un centre de recherches nucléaires. Jusqu'en 1949, c'était un aérodrome qui avait été utilisé pendant la Seconde Guerre mondiale. Dounreay est localisé à environ 14 km à l'ouest de la ville de Thurso en Écosse.
En 2011, le centre de recherches comprend cinq réacteurs nucléaires, trois exploités par l'Autorité britannique de l'énergie atomique (UKAEA) et deux par le Ministère de la Défense du Royaume-Uni.

## Les réacteurs de l'UKAEA
L'UKAEA a exploité trois réacteurs de recherche dans l'établissement intitulé Dounreay Nuclear Power Development Establishment :
- DMTR (Dounreay Materials Test Reactor (en)), mis en service en 1958, fermé en 1969. Ce réacteur du type DIDO est un réacteur à eau lourde,
- DFR (Dounreay Fast Reactor), mis en service en 1959, arrêté en 1977. Ce réacteur d'essais est un réacteur à neutrons rapides (RNR) du type surgénérateur, de capacité nominale 14 MWe,
- PFR (Prototype Fast Reactor), mis en service en 1974, arrêté en 1994. Ce réacteur prototype est un réacteur à neutrons rapides (RNR) du type surgénérateur, de capacité nominale 250 MWe.

Depuis 1994, il n'y a plus de réacteurs produisant de l'électricité sur le site de Dounreay, les trois réacteurs sont en phase de démantèlement qui devrait durer 20 ans,.

## Les réacteurs du Ministère de la Défense
Le Ministère de la Défense du Royaume-Uni a exploité deux réacteurs nucléaires de sous-marins dans l'établissement intitulé Vulcan Naval Reactor Test Establishment. Ces réacteurs ont été conçus et mis en service par Rolls-Royce. Ils sont également exploités par Rolls-Royce pour le compte du ministère et ce sont les prototypes des réacteurs de sous-marins :
- PWR1, aussi appelé Dounreay Submarine Prototype 1 (DSMP1), mis en service en 1965 et arrêté en 1992 après 27 ans de service.
- PWR2, mis en service en 1987, est arrêté en 1996 mais reprend du service en 2002 après des modifications, il est resté en service jusqu'au 21 juillet 2015. Le réacteur a ensuite êté déchargé et examiné, et les travaux post-opérationnels se sont poursuivi jusqu’en 2022. Le site sera ensuite déclassé.